# Eparchie skopinská
Eparchie skopinská je eparchie ruské pravoslavné církve nacházející se v Rusku.

## Území a titul biskupa
Zahrnuje správní hranice území Korablinskýmého, Miloslavského, Alexandro-Něvského, Puťatinského, Rjažského, Sapožkovského, Sarajevského, Skopinského, Ucholovského a Šackého rajónu Rjazaňské oblasti.
Eparchiálnímu biskupovi náleží titul biskup skopinský a šacký.

## Historie
V letech 1926-1936 existoval skopinský vikariát rjazaňské eparchie.
Dne 5. října 2011 byla rozhodnutím Svatého synodu zřízena samostatná skopinská eparchie oddělením území z rjazaňské eparchie. O den později se stala součástí nově vzniklé rjazaňské metropole.
Prvním eparchiálním biskupem se stal protojerej Vladimir (Samochin), duchovní rjazaňské eparchie.

## Seznam biskupů

### Skopinský vikariát rjazaňské eparchie
- 1926–1926 Smaragd (Jabloněv)
- 1928–1930 Avraamij (Čurilin)
- 1933–1935 Ignatij (Sadkovskij), svatořečený mučedník
- 1935–1935 Alexandr (Toropov)
- 1935–1936 Ignatij (Sadkovskij)
- 1936–1936 Dimitrij (Pospelov)

### Skopinská eparchie
- 2011–2011 Pavel (Ponomarjov), dočasný administrátor
- 2011–2014 Vladimir (Samochin)
- 2014–2015 Veniamin (Zaryckyj), dočasný administrátor
- 2015–2015 Mark (Golovkov), dočasný administrátor
- 2015–2017 Matfej (Andrejev)
- 2017–2020 Feodorit (Tichonov)
- od 2020 Pitirim (Tvorogov)